# Waage Sandø
Waage Sandø Pedersen (født 8. maj 1943) er en dansk skuespiller, instruktør og teaterchef. Efter endt uddannelse fra Privatteatrenes Elevskole i 1966 har han været tilknyttet bl.a. Aarhus Teater, Det Danske Teater, Det Kongelige Teater, Folketeatret, og har været teaterchef for Friluftsteatret, Svalegangen, Odense Teater, Det Danske Teater og Folketeatret. Han har også medvirket i flere succesfulde danske film og tv-serier, som Jul på Slottet (1986), Kærlighedens smerte (1992), Krummernes Jul (1996), Rejseholdet (2000-2003) og Krøniken (2003-2006), Tomgang (2014-2015) og Bedrag (2016).

## Karriere
Sandø blev født den 8. maj 1943 på Vesterbro som søn af Jørgen Peder Pedersen og Emmy Asta Pedersen, som begge var forpagtere af restauranten og kiosken på Det Ny Teater i København.
Sandø blev uddannet på Privatteatrenes Elevskole fra 1964-1966, og var i de efterfølgende år, fra 1968-1970, tilknyttet Aarhus Teater, samtidig med at han var leder af Det ny Friluftsteater i København fra 1968-1973. Han blev leder af Svalegangen i Aarhus i 1970 og var i stillingen frem til 1975. Fra 1975 til 1977 var han skuespiller og instruktør på Det Danske Teater, Folketeatret og TV-Teatret og i årene fra 1977 til 1985 direktør for Odense Teater og spillede bl.a. titelrollen i Molières Don Juán i 1978. Samme år startede han ud som freelance skuespiller og han havde sin filmdebut i dramaet Vinterbørn af Astrid Henning-Jensen, hvor han spillede over for bl.a. Ann-Mari Max Hansen og Helle Hertz. I 1979 medvirkede han i enkelte afsnit af julekalenderen Jul i Gammelby som pastor.
I 1986 medvirker Sandø i DRs julekalender Jul på Slottet, hvor han spiller den onde skurk Grev Rabsenfuchs over for Jens Zacho Böye, Hanne Stensgaard, Morten Grunwald, Ole Thestrup og Allan Olsen. Julekalenderen var på tidspunktet den dyreste kalender nogensinde produceret i Danmark, og den blev modtaget med positive anmeldelser og er siden blevet omsat til et teaterstykke. Op igennem 1980'erne medvirkede han i enkelte afsnit i en række tv-serier Alle elsker Debbie, Kirsebærhaven 89 og Begær, lighed og broderskab.
I 1990 blev han tilknyttet Det Kongelige Teater, hvor han bl.a. spillede i Molières Det kvindelige selskab i 1997 og Eugene O'Neills Sælsomt mellemspil i 1999. I 1992 medvirkede han i Nils Malmros' drama Kærlighedens smerte, hvor han spillede over for Anne Louise Hassing, Søren Østergaard og Birthe Neumann. Filmen blev modtaget med flotte anmeldelser og vandt adskillige priser, og for sin rolle som den unge og fortvivlede Kirstens far modtog Sandø sin første Bodil-pris i kategorien bedste mandlige birolle. I perioden mellem 1991-1995 medvirker Sandø i flere afsnit af DRs drama-serie Landsbyen af Stig Thorsboe i rolle som Johannes Paulsen.
I 1996 spiller Sandø Julemanden i TV 2s julekalender Krummernes Jul, som er baseret på Thøger Birkelands bøger om familien Krumborg og drengen 'Krumme'. Samme rolle indtager Sandø ti år senere i 2006 i Krummerne - Så er det jul igen. I 1996 medvirker han også i portrætfilmen Kun en pige om den danske forfatter Lise Nørgaards liv i rollen som Lises far, Harry Alexander Jensen, og han har også en birolle i Martin Schmidts gyserfilm Mørkeleg.
I perioden 2000-2004 medvirker han i DRs krimi-drama-serie Rejseholdet, hvor han spiller vicekriminalkommissæren Jens Peter "I.P." Jørgensen over for Charlotte Fich, Mads Mikkelsen, Lars Brygmann og Erik Wedersøe. Inspireret af den danske drabsefterforskningsenhed 'Rejseholdet' følger serien en gruppe efterforskere gennem adskillige sager, der ligeledes er inspireret af autentiske sager fra dansk kriminalhistorie. Serien blev en stor succes, og modtog flotte anmeldelser, og den vandt som den første danske tv-serie nogensinde en Emmy Award for bedste tv-serie i 2002. Fra 2004-2007 medvirker han i endnu en DR-serie med den historiske drama-serie Krøniken, der følger en københavnsk familie fra 1949 og frem til 1970'erne. Sandø spiller rollen som direktør og ejer af fjernsynsfabrikken Bella, Kaj Holger Nielsen over for Anne Louise Hassing, Anders W. Berthelsen, Maibritt Saerens og Dick Kaysø. Serien blev modtaget med flotte anmeldelser og blev nomineret til en Emmy Award.
Fra 2001 var Sandø chef for Det Danske Teater, indtil det i 2007 fusionerede med Folketeatret, hvorefter han fortsatte som leder indtil 2010. Sandø vender derfor først tilbage til film-skuespillet i 2014 med miniserien 1864 instrueret af Ole Bornedal, der skildrer Danmarks nederlag i den 2. Slesvigske Krig. Serien havde premiere på 150-års-jubilæet for krigen, og serien blev senere klippet sammen i et spillefilmsformat 1864 - brødre i krig (2016). I 2014 medvirker Sandø også i to afsnit af TV 2s komedie-drama-serie Badehotellet som Grev Valdemar, og først som gæsteskuespiller og siden hen fast i TV 2 Zulus komedie-serie Tomgang, hvor han spiller over for bl.a. Mick Øgendahl og Rune Klan.
Efter yderligere to års pause fra skuespillet, medvirker Sandø i 2016 i drama-serien Bedrag i rollen som Knud Christensen og i 2018 i drama-serien Mord uden grænser i rollen som Henning Schultz.
I 2010 udgav han på Forlaget Turbulenz sin selvbiografi Et ekstremt lykkeligt liv, hvor han ærligt fortæller om utroskab, om opvæksten i et borgerhjem, hvor faren var ludoman, mens moren forsøgte at skjule, at hun var mor til sin 'lillebror' og om sit arbejdsliv med op- og nedture.

## Privat
Hans første kone Kirsten, som han boede sammen med i 17 år, blev han skilt fra efter 12 års ægteskab. Under ægteskabet havde han utallige affærer, hvilket endte med at være årsagen til bruddet. De har sammen én datter, Trine Sandø.
Under sin direktørtid hos Odense Teater mødte Sandø skuespiller Pia Jondal, og de indledte et forhold i 1981. Parret er siden blevet gift og de har sammen to døtre; Marie Sandø Jondal (f. 1984) og Caroline Sandø (f. 1986).

## Filmografi

### Film
| År   | Titel                          | Rolle                  |
| ---- | ------------------------------ | ---------------------- |
| 1958 | Far til fire og ulveungerne    | Bagerbudet             |
| 1988 | Himmel og helvede              | Moritzen               |
| 1989 | En afgrund af frihed           | Mogens                 |
| 1991 | De nøgne træer                 | Læge Frederiksen       |
| 1992 | Kærlighedens smerte            | Kirstens far           |
| 1993 | Det forsømte forår             | Hr. Mogensen           |
| 1993 | Sort høst                      | Fabrikanten            |
| 1994 | Carlo og Ester                 | Peter                  |
| 1994 | Vildbassen                     | Landbetjenten          |
| 1994 | Min fynske barndom             | Konsulen               |
| 1994 | Snøvsen Ta'r Springet          | Entreprenøren          |
| 1995 | Carmen og Babyface             | Herman                 |
| 1995 | Kun en pige                    | Harry Alexander Jensen |
| 1996 | Mørkeleg                       | Niels Willumsen        |
| 2000 | Anna                           | Hans Carlsen           |
| 2002 | At kende sandheden             | Riber som ældre        |
| 2004 | Tid til forandring             | Erik                   |
| 2006 | Krummerne - Så er det jul igen | Julemanden             |

### Tv-serier
| År        | Titel                       | Rolle                        |
| --------- | --------------------------- | ---------------------------- |
| 1978      | Ludvigsbakke                | Fritz Jørgensen              |
| 1979      | Jul i Gammelby              | Pastor                       |
| 1986      | Jul på Slottet              | Grev Rabsenfuchs             |
| 1988      | Alle elsker Debbie          | Erling                       |
| 1990      | Kirsebærhaven 89            | Kurt Nicolaisen              |
| 1990      | Begær, lighed og broderskab | Ditlev                       |
| 1992      | Parløb                      | Forlagsdirektør              |
| 1993      | Jul i Juleland              | Wilhelm Kayser               |
| 1994      | Flemming og Berit           | Dr. Schmidt / Slagterlærling |
| 1993-1995 | Landsbyen                   | Johannes Paulsen             |
| 1996      | Krummernes jul              | Julemanden                   |
| 2003-2004 | Rejseholdet                 | Jens Peter "I.P." Jørgensen  |
| 2004-2007 | Krøniken                    | Kaj Holger Nielsen           |
| 2014      | 1864                        | Baronen                      |
| 2014      | Badehotellet                | Grev Valdemar                |
| 2013-2015 | Tomgang                     | Preben                       |
| 2016      | Bedrag                      | Knud Christensen             |
| 2018      | Mord uden grænser           | Henning Schultz              |

## Hæder
- Ole Haslunds Kunstnerfonds hæderspris (ukendt årstal)[7]
- Bodilprisen for bedste mandlige birolle (1993) for Kærlighedens smerte
- Danmarks Teaterforeningers hæderspris 2004
- 6. juni 2005 blev han Ridder af Dannebrogordenen.[2]